# Мартынович, Евгений Фёдорович
Евге́ний Фёдорович Мартыно́вич (род. 5 июля 1942, г. Шимановск, Амурская область, СССР) — советский и российский учёный-физик, доктор физико-математических наук, профессор, руководитель Иркутского филиала Института лазерной физики СО РАН, член Научного совета РАН по люминесценции, член Президиума ИНЦ СО РАН, старший член (Senior Member) Оптического общества Америки (OSA), член Международного общества прикладной спектроскопии (SAS), член Координационного научного совета при правительстве Иркутской области (2008−2016 гг.), член Общественной палаты Иркутска (2010−2012 гг.).

## Биография
Родился в г. Шимановск, поступил в школу в селе Константиновка Амурской области, но вскоре семья переехала в поселок Ромны, где занимался в авиамодельном кружке. Через несколько лет семья переехала в село Тамбовка Амурской области, где Евгений поступил в 8 класс, а по окончании школы в 1959—1961 годах был лаборантом физического кабинета школы.
После обучения на первом курсе ИГУ его забрали в армию, где в первый год службы получил специальность аэрофотограмметриста-дешифровщика, а после был распределён в штаб Дальней авиации. По возвращении из армии в 1965 году поступил на второй курс, а в 1969 году окончил физический факультет Иркутского государственного университета по специальности «Радиофизика и электроника».
Работал в ИГУ: научный сотрудник Физико-химического НИИ, инженер, младший научный сотрудник кафедры экспериментальной физики, старший инженер, младший, старший и главный научный сотрудник, заведующий лабораторией люминесценции кристаллов и физики лазерных сред НИИ прикладной физики, профессор кафедры общей, затем общей и экспериментальной физики.
В 1973 году защитил кандидатскую диссертацию, с этого же года возглавлял лабораторию люминесценции кристаллов и физики лазерных сред Научно-исследовательского института прикладной физики при ИГУ.
В 1987 году окончил специальный факультет Московского государственного университета им. М. В. Ломоносова по специальности «Лазерная техника».
1991 году защитил докторскую диссертацию.
С 2000 года по настоящее время — руководитель Иркутского филиала Института лазерной физики СО РАН.
В 2006—2010 годах — заместитель председателя Президиума Иркутского научного центра СО РАН по научной работе.
Член Президиума Иркутского научного центра СО РАН, с 2007 по 2010 год занимал пост заместителя председателя президиума. Доктор физико-математических наук, профессор. Член научного совета РАН по люминесценции, член Американского оптического общества (OSA), Международного общества по оптической технике (SPIE).

## Признание и награды
- Почетное звание «Заслуженный деятель науки Сибирского отделения Российской академии наук» с вручением нагрудного знака «Золотая сигма»: Постановление Президиума СО РАН от 23.06.2022 № 232.;
- Лауреат Областного конкурса в сфере науки и техники в номинации «За значительный вклад в развитие науки и техники и решение социально-экономических проблем Иркутской области». Распоряжение Правительства Иркутской области № 289-рп от 2 июня 2022 г.;
- Почетное звание «Заслуженный работник науки и высшей школы Иркутской области»: Указ Губернатора Иркутской области от 22 января 2022 года № 19-уг ;
- Медаль «300 лет Михаилу Васильевичу Ломоносову», 2011 г.;
- Медаль «Академик В. А. Коптюг — великий учёный и патриот», 2012 г.;
- Медаль «В память 350-летия Иркутска», 2012 г.;
- Почётный знак Института физики и технологий Академии наук Монгольской Народной Республики, 2013 г.;
- Почётные грамоты Минобрнауки РФ и Российской академии наук[2] ;
- Медаль «20 лет Победы в Великой Отечественной войне 1941-45 гг.» и др.

## Научная деятельность
Автор более 200 научных публикаций (в том числе монографии «Центры окраски в лазерных кристаллах») и 34 изобретений, научный редактор 16 сборников научных трудов по люминесценции и лазерной физике, включая 8 тематических выпусков журналов «Известия вузов. Физика» и «Известия РАН. Серия физическая».
Направления научных исследований: люминесценция, радиационная и лазерная физика и их приложения.
Некоторые достижения:
- обосновал новый метод кинетической рентгенолюминесцентной сепарации алмазосодержащих руд, изобрёл новые аппараты и технологии, реализующие этот метод.
- обосновал и впервые реализовал динамические методы радиационного окрашивания и модификации свойств кристаллических оптических материалов.
- впервые экспериментально обнаружил и теоретически интерпретировал эффект пространственной модуляции интенсивности фотолюминесценции анизотропных кристаллов, развил динамическую модель этого явления в условиях взаимодействия таких сред со сверхкороткими импульсами лазерного излучения.
- развивает высокоэффективные люминесцентные методы исследования механизмов взаимодействия интенсивного лазерного излучения с веществом. изобрёл новые объёмные и многослойные флуоресцентные носители визуальной и цифровой информации[2].

## Семья
Мать — Вера Александровна Цалоева, отец — Фёдор Мартынович (сотрудник прокуратуры). Три брата — старший Геннадий (адвокат), младшие Сергей (доктор философских наук, профессор) и Александр (строитель).